# 印度獵隼

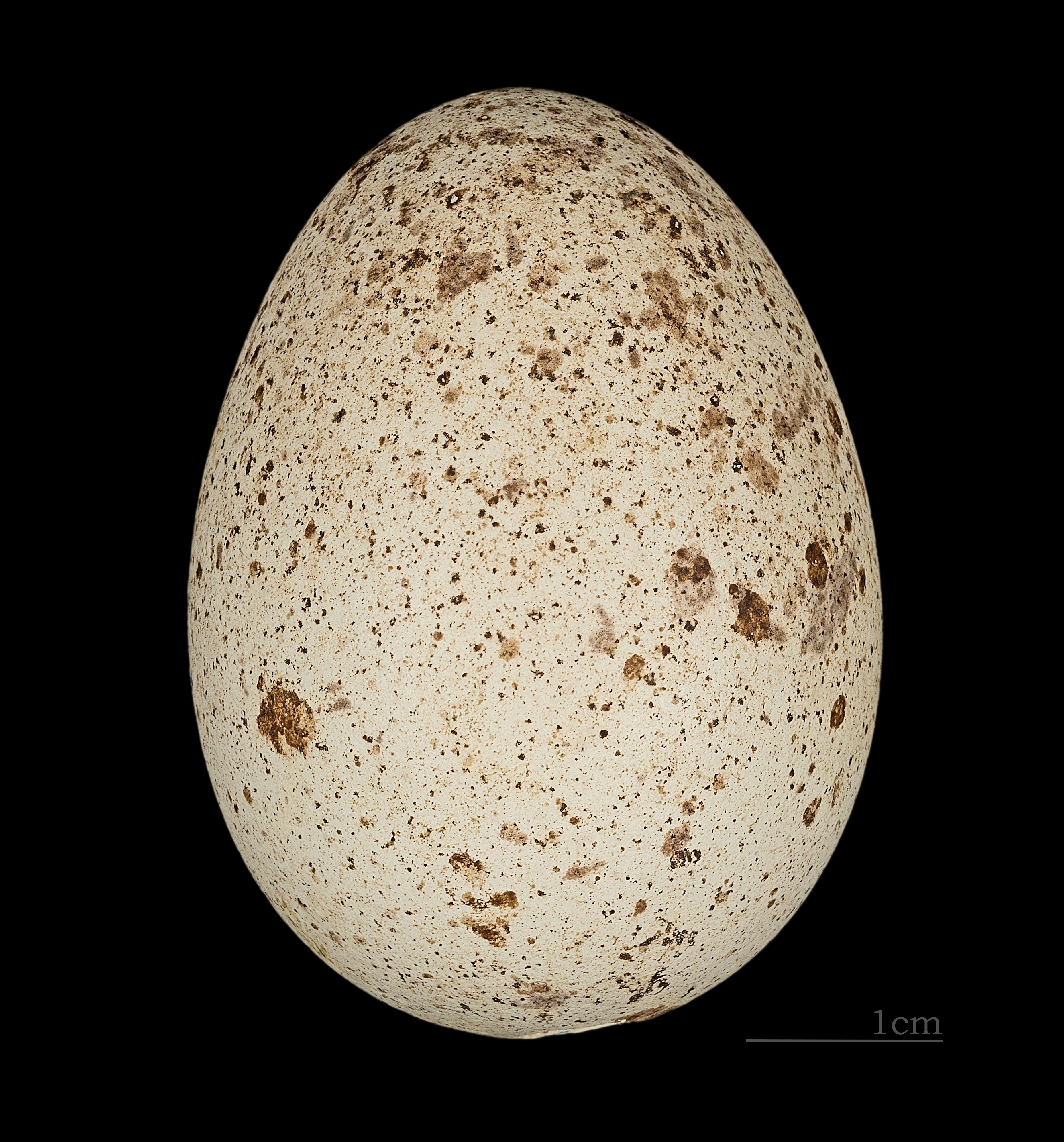
Falco jugger

印度獵隼（Falco jugger）是分佈在印度次大陸的一種中型猛禽，包括伊朗東南端、阿富汗東南部、巴基斯坦，印度、尼泊爾、不丹、孟加拉及緬甸西北部。
印度獵隼像地中海隼，但整體較深色，腳上的羽毛呈黑色。雛隼下身差不多也是深色的，亞成體第一年在腹部也會保持這種深色。
印度獵隼屬於隼屬下的沙漠隼類。已知這類隼已有很多混種，不完整的譜系排序與DNA序列分析的結果相抵觸。牠們的演化輻射相信是始於更新世末的埃姆間冰期，即13-11.5萬年前。印度獵隼的分支離開東非，經過阿拉伯半島到達了現今的分佈地。當時的氣候較現今潮濕。
印度獵隼曾是該區內最為普遍的隼，但其數量卻不斷下降。主要的威脅包括加劇使用殺蟲劑，及利用牠們作為捕捉大型隼類的餌誘。

## 外部連結
- BirdLife Species factsheet （页面存档备份，存于）